# Sebastian Hartmann (Theaterregisseur)

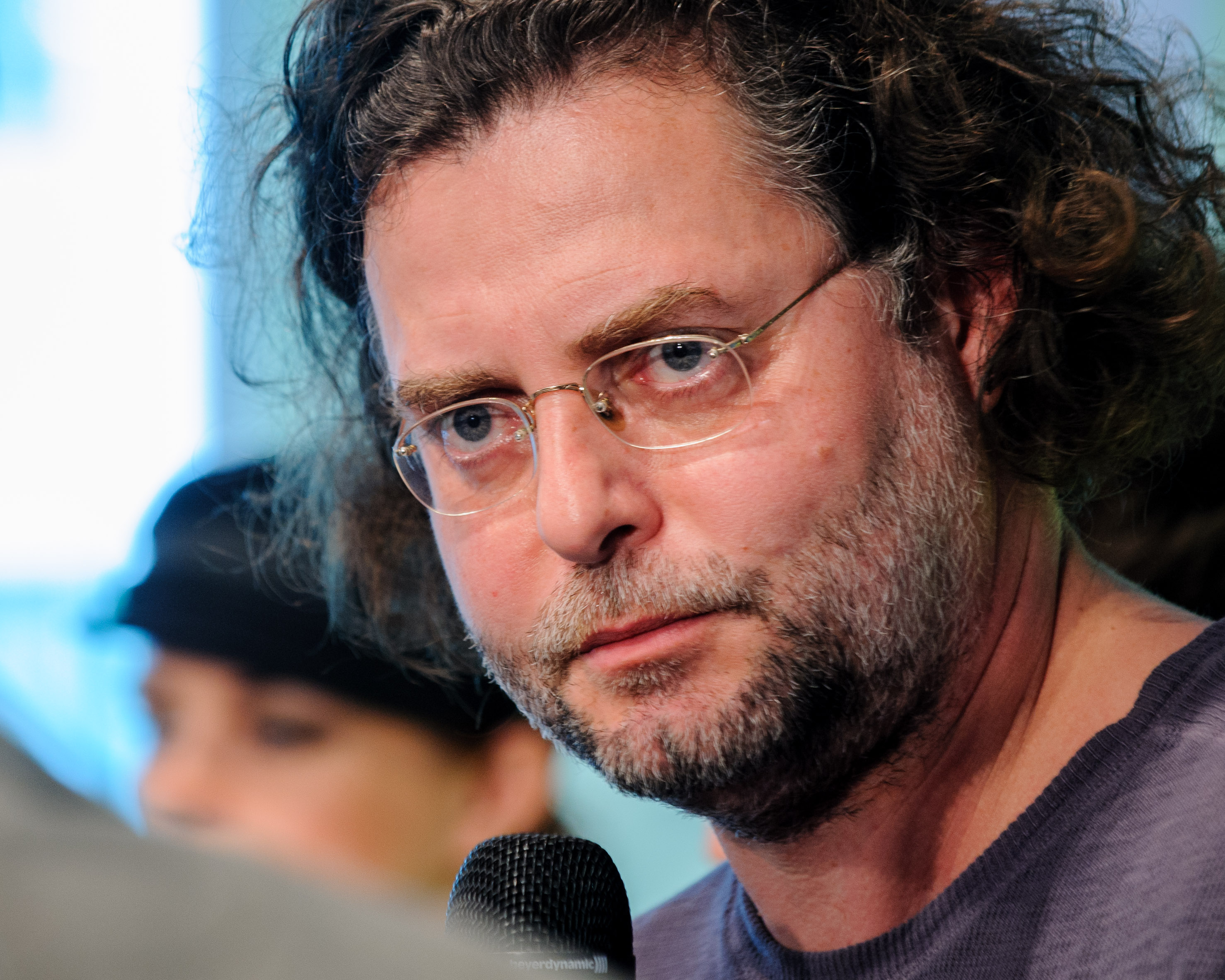
Sebastian Hartmann, 2013

Sebastian Hartmann (* 18. Mai 1968 in Leipzig) ist ein deutscher Theaterregisseur. Er war von 2008 bis 2013 Intendant des Schauspiels Leipzig.

## Leben
Hartmann arbeitete nach seinem Schauspielstudium an der Theaterhochschule „Hans Otto“ Leipzig (1988–1991, abgeschlossen 1992) zunächst als Theater- und Fernsehschauspieler, unter anderem zwischen 1991 und 1993 am Deutschen Nationaltheater Weimar und 1993–1994 am Carroussel-Theater in Berlin, ehe er selber zu inszenieren begann.
1997 gründete er die freie Schauspielgruppe wehrtheater hartmann, ab 1999 war er zwei Jahre als Hausregisseur an der Volksbühne Berlin tätig, danach inszenierte er hauptsächlich an großen Häusern wie Hamburg und Köln, aber auch im Ausland, z. B. in Wien. Zwischen 2001 und 2005 war Hartmann Hausregisseur am Deutschen Schauspielhaus Hamburg und arbeitete daneben als freier Regisseur an verschiedenen Theatern im deutschsprachigen Raum.
Aufsehen erregte er 1997 mit der Inszenierung von Sarah Kanes Antikriegsstück Zerbombt, die vom Rechteinhaber verboten wurde, da sie „nicht im Sinne der Autorin inszeniert“ worden sei. 2006 löste seine Frankfurter Inszenierung des Massakerspiels von Ionesco einen Theaterskandal aus, als der Schauspieler Thomas Lawinky im Rahmen der Handlung dem Kritiker der Frankfurter Allgemeinen Zeitung, Gerhard Stadelmaier, den Notizblock aus der Hand entriss und ihn verbal anging („Spiralblockaffäre“).
Im April 2007 wählte der Leipziger Stadtrat Hartmann zum neuen Intendanten des Schauspiels Leipzig. Zur Spielzeit 2008/2009 trat er die Nachfolge von Wolfgang Engel an. 2011 kündigte er an, seinen 2013 auslaufenden Vertrag nicht zu verlängern. 2014/15 inszenierte er als freier Regisseur mit Staub nach Seán O’Casey und Im Stein von Clemens Meyer zwei heftig diskutierte Stücke am Staatstheater Stuttgart.
Hartmann ist mit der Schauspielerin Cordelia Wege verheiratet, mit der er drei Kinder hat; außerdem hat er ein weiteres Kind. Sie leben in Mecklenburg nahe der brandenburgischen Grenze. Seine Halbschwester ist die Schauspielerin Julia Hartmann.

## Arbeitstechnik
Hartmann beabsichtigt mit seinen Stücken nach Ansicht des Munzinger, das Publikum zu verstören, indem er seine Stücke „fast völlig neu“ erfinde. Sie sollten „verwirren, wütend machen und helfen, die Thematik auf einer anderen Ebene als zuvor zu betrachten“. Insbesondere in seiner Zeit als freier Regisseur versuchte er laut Christian Rakow in seinen Inszenierungen auch immer wieder, die „Grenze zum Zuschauerraum [zu] überschreiten“.
Es gehe in Hartmanns Inszenierungen nicht darum, „jemanden etwas [zu] erzählen, sondern um ein gemeinsames Reflektieren, das mit der Aufführung nicht endet“, schreibt der Theaterjournalist und Dramaturg Alexander Kohlmann. Mit der Premiere „nimmt das Publikum an der endlosen Probenarbeit teil“.
Hartmanns Inszenierungstechniken sind auch Teil seiner Ablehnung der gegenwärtigen hiesigen Theaterwelt. In einem Interview mit der Leipziger Volkszeitung befand er, das deutsche Theater kreise seit einer gewissen Zeit nur noch um sich selbst und die Intendanten seien allesamt auf das Berliner Theatertreffen fokussiert, ohne noch zu wissen, weshalb sie dorthin sollten. Hartmann befürwortete stattdessen einen Generationenwechsel innerhalb der Intendanzen.

## Inszenierungen (Auswahl)
- 1997: Der Himmel blutet von Sebastian Hartmann, Theater unterm Dach Berlin
- 1997: Kalter Plüsch von Sebastian Hartmann, wehrtheater hartmann
- 1997: Tränen Spotten von Ferdinand Bruckner, wehrtheater hartmann
- 1997: Blasted – Zerbombt von Sarah Kane, Schaubühne Lindenfels Leipzig
- 1999: Clockwork Orange von Anthony Burgess, Junges Theater Göttingen
- 1999: Hinkemann von Ernst Toller, Theaterhaus Jena
- 1999: Gespenster von Henrik Ibsen, Volksbühne am Rosa-Luxemburg-Platz (Berlin)[10]
- 2000: Warten auf Godot von Samuel Beckett, Junges Theater Göttingen
- 2000: Die Zofen von Jean Genet, Junges Theater Göttingen
- 2000: Stalker von Andrej Tarkovskij, Volksbühne am Rosa-Luxemburg-Platz (Berlin) (Prater)[11]
- 2000: Traumspiel von August Strindberg, Volksbühne am Rosa-Luxemburg-Platz (Berlin)[12]
- 2001: Einsame Menschen von Gerhart Hauptmann, Bühnen der Stadt Köln[13] (Schauspiel Köln, Halle Kalk)
- 2001: Der Drache von Jewgeni Schwarz, Theater Basel (Große Bühne)
- 2001: Die Räuber von Friedrich Schiller, Deutsches Schauspielhaus Hamburg
- 2001: Der geteilte Himmel nach Christa Wolf (Uraufführung), Volksbühne am Rosa-Luxemburg-Platz (Berlin)
- 2002: Biedermann und die Brandstifter von Max Frisch, Deutsches Schauspielhaus Hamburg[14]
- 2002: Pincher Martin von William Golding, Deutsches Schauspielhaus Hamburg (Neues Cinema)
- 2003: Platonow von Anton Tschechow, Deutsches Schauspielhaus Hamburg[15]
- 2003: Opfer von Andrej Tarkowskij, Deutsches Schauspielhaus Hamburg[16]
- 2003: Vor Sonnenaufgang von Gerhart Hauptmann, Burgtheater Wien
- 2003: Die Glasmenagerie von Tennessee Williams, Deutsches Schauspielhaus Hamburg[17]
- 2004: Mysterium buffo von Wladimir Majakowski, Volksbühne am Rosa-Luxemburg-Platz (Berlin)[18]
- 2004: Publikumsbeschimpfung von Peter Handke, Deutsches Schauspielhaus Hamburg (Malersaal); wurde von 2008 bis 2013 auch am Schauspiel Leipzig (Centraltheater) gespielt
- 2005: Der Steppenwolf von Hermann Hesse (Uraufführung), Burgtheater Wien
- 2005: Die bitteren Tränen der Petra Kant von Rainer Werner Fassbinder, Burgtheater Wien (Kasino)
- 2005: Borkmann von Henrik Ibsen, Nationaltheater Oslo
- 2005: Macbeth von William Shakespeare, Theater Magdeburg
- 2006: Das große Massakerspiel oder Triumph des Todes von Eugène Ionesco, Schauspiel Frankfurt (Schmidtstraße 12)
- 2006: Segen der Erde von Knut Hamsun, Nationaltheater Oslo
- 2007: Romeo und Julia von William Shakespeare, Burgtheater Wien

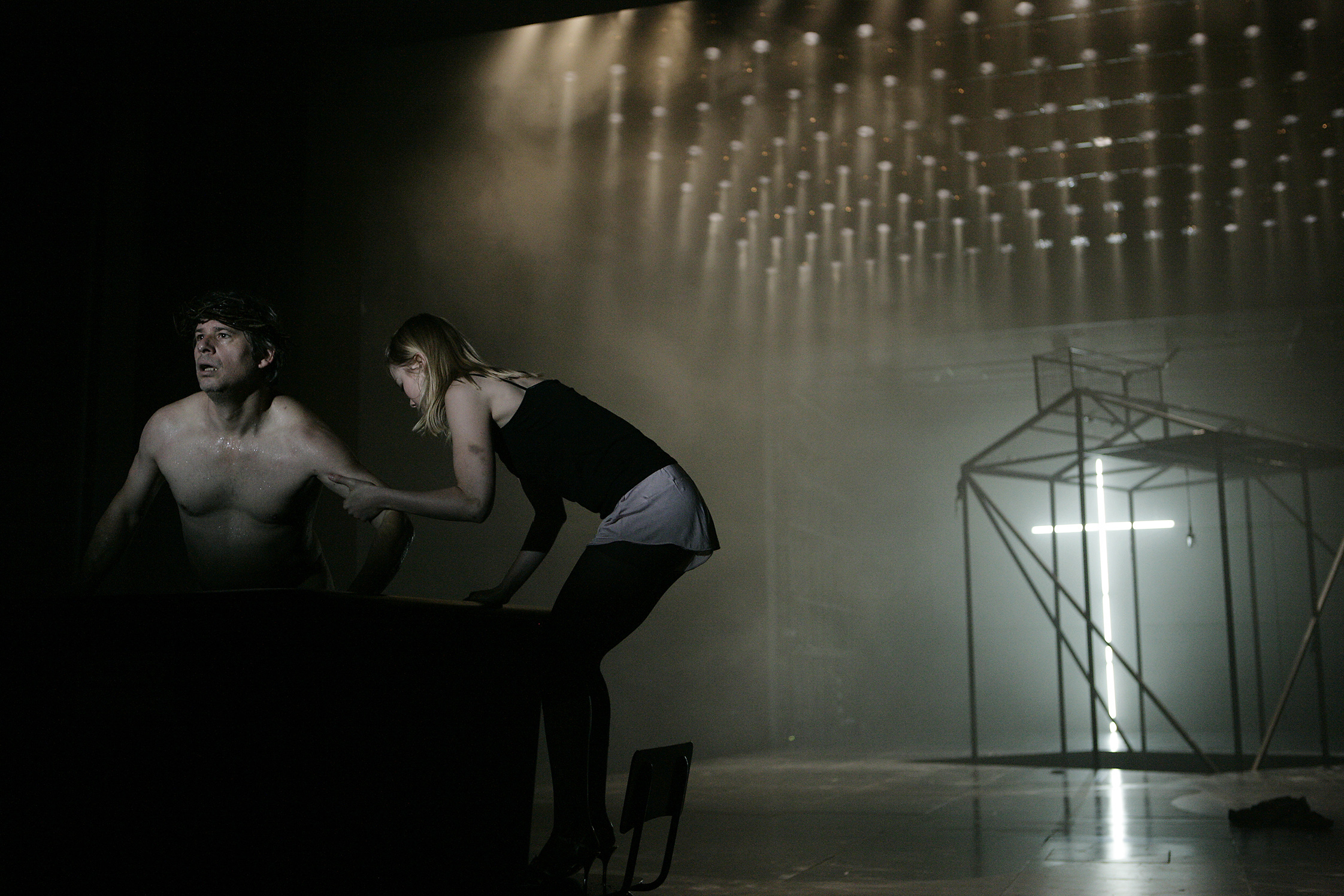
Matthäuspassion 2008: Szenenfoto der Leipziger Inszenierung (R.Arnold/CT)

- 2008: Matthäuspassion (Triptychon: Die Abendmahlsgäste von Ingmar Bergman [Teil 1], Brand von Henrik Ibsen in der Übertragung von Christian Morgenstern [Teil 2], Matthäuspassion nach dem Neuen Testament und anderen Werken, darunter Johann Sebastian Bachs Matthäus-Passion [Teil 3]), Schauspiel Leipzig (Centraltheater)[19]
- 2008: Macbeth von William Shakespeare, Schauspiel Leipzig (Centraltheater)[20]
- 2009: Schwarztaxi (mit Pernille Skaansar) von Sebastian Hartmann und Pernille Skaansar, Schauspiel Leipzig (Centraltheater)
- 2009: Der Prozess nach Franz Kafka, Schauspiel Leipzig (Centraltheater)[21]
- 2009: Eines langen Tages Reise in die Nacht von Eugene O’Neill, Schauspiel Leipzig (Centraltheater)
- 2009: Arsen und Spitzenhäubchen von Joseph Kesselring in der Übersetzung von Helge Seidel, Schauspiel Leipzig (Centraltheater)
- 2009: Der Kirschgarten von Anton Tschechow in der Übersetzung von Werner Buhss, Schauspiel Leipzig (Centraltheater)
- 2010: Paris, Texas von Sam Shepard/Wim Wenders, Schauspiel Leipzig (Centraltheater)
- 2010: Ibsenmaschine von Sebastian Hartmann, Schauspiel Leipzig (Centraltheater)
- 2010: Der Zauberberg nach Thomas Mann, Schauspiel Leipzig (Centraltheater)
- 2011: Pension Schöller von Carl Laufs/Wilhelm Jacoby, Schauspiel Leipzig (Centraltheater)
- 2011: Fanny und Alexander nach dem Drehbuch von Ingmar Bergman, Schauspiel Leipzig (Centraltheater)[22]
- 2011: Nackter Wahnsinn – Was ihr wollt nach William Shakespeare und Sebastian Hartmann, Schauspiel Leipzig (Centraltheater)
- 2012: Der Trinker nach Hans Fallada, Maxim-Gorki-Theater Berlin
- 2012: Krieg und Frieden von Leo Tolstoi, Co-Produktion Schauspiel Leipzig (Centraltheater) und Ruhrfestspiele in Recklinghausen[23][24][25]; eingeladen zum 50. Theatertreffen (2013) in Berlin
- 2012: mein faust nach Johann Wolfgang von Goethe und Sebastian Hartmann, Schauspiel Leipzig (Centraltheater)[26][27]
- 2013: Der große Marsch von Wolfram Lotz, Schauspiel Leipzig (Skala)
- 2013: Traum nach Fjodor Dostojewski, Schauspiel Leipzig (Leipziger Festspiele, Arena)
- 2013: Der Schneesturm von Wladimir Sorokin, Schauspiel Leipzig (Leipziger Festspiele, Arena)
- 2014: Der Löwe im Winter von James Goldman, Deutsches Theater Berlin
- 2014: Purpurstaub von Sean O’Casey, Ruhrfestspiele Recklinghausen / Schauspiel Stuttgart; wurde später unter dem Titel Staub. Ein Abend von Sebastian Hartmann gezeigt, weil der Verlag die Aufführungsrechte für Stuttgart nicht erteilte[28]
- 2014: Woyzeck nach Georg Büchner, Deutsches Theater Berlin
- 2015: Dämonen von Fjodor Dostojewski, Schauspiel Frankfurt
- 2015: Im Stein nach Clemens Meyer, Schauspiel Stuttgart
- 2016: Der Revisor nach Nikolai Gogol, Schauspiel Frankfurt
- 2016: Berlin Alexanderplatz nach Alfred Döblin, Deutsches Theater Berlin[29]
- 2016: Der Raub der Sabinerinnen nach Franz und Paul Schönthan, Schauspiel Stuttgart
- 2017: Gespenster nach August Strindberg / Henrik Ibsen / Heinrich Heine, Deutsches Theater Berlin[30]
- 2018: Ulysses nach James Joyce, Deutsches Theater Berlin[31]
- 2018: Erniedrigte und Beleidigte nach Fjodor Dostojewski, Staatsschauspiel Dresden[32]; eingeladen zum 56. Theatertreffen (2019) in Berlin
- 2018: In Stanniolpapier von Björn SC Deigner, Deutsches Theater Berlin[33]
- 2018: Hunger. Peer Gynt nach Knut Hamsun / Henrik Ibsen, Deutsches Theater Berlin[34]
- 2019: Schuld und Sühne nach Fjodor Dostojewski, Staatsschauspiel Dresden[35]
- 2019: Lear von William Shakespeare und Die Politiker von Wolfram Lotz, Deutsches Theater Berlin[36]
- 2020: Der nackte Wahnsinn + X von Michael Frayn, Staatsschauspiel Dresden[37]
- 2020: Der Zauberberg nach Thomas Mann, Deutsches Theater Berlin, als Livestream-Aufführung[38]; eingeladen zum 58. Theatertreffen (2021) in Berlin
- 2021: Das Buch der Unruhe nach Fernando Pessoa, Staatsschauspiel Dresden, als Livestream-Aufführung
- 2021: Vor den Vätern sterben die Söhne nach Thomas Brasch, Staatsschauspiel Dresden
- 2021: Der Idiot nach Fjodor Dostojewski, Deutsches Theater Berlin
- 2022: Der Einzige und sein Eigentum von Sebastian Hartmann und PC Nackt nach Max Stirner, Deutsches Theater Berlin[39]; eingeladen zum 60. Theatertreffen (2023) in Berlin
- 2023: Traumnovelle nach Arthur Schnitzler, Schauspiel Frankfurt
- 2023: Vernichten nach Michel Houellebecq, Staatsschauspiel Dresden
- 2024: Atlantis – Die Welt als Wille und Vorstellung von Sebastian Hartmann und PC Nackt, Staatsschauspiel Dresden
- 2024: Eines langen Tages Reise in die Nacht von Eugene O’Neill, Staatsschauspiel Dresden

## Filmografie
- 1991: Der Fall Ö.
- 1992: Miraculi